# ژرژ بوشار
ژرژ بوشار (فرانسوی: Georges Buchard‎; ۲۱ دسامبر ۱۸۹۳ – ۲۲ ژانویهٔ ۱۹۸۷) شمشیرباز اهل فرانسه بود.
وی در مسابقات کشوری و بین‌المللی در مجموع برندهٔ ۲ مدال طلا، ۳ مدال نقره، ۱ مدال برنز شده‌است.